# Peristrophe speciosa
Peristrophe speciosa es una especie de arbusto perteneciente a la familia de las acantáceas.

## Descripción
Es un arbusto de hoja ancha, con tallos grisáceos y hojas elípticas que tienen aproximadamente 8 cm de longitud. Tiene las flores de color rosa-púrpura.

## Distribución
Es nativa del norte de la India, y se produce en las estribaciones del Himalaya hasta altitudes de 1.600 metros.

## Sinonimia
- Justicia riviniifolia Vis.
- Strepsiphus speciosus Raf.[4]